# Tweede Javaanse Successieoorlog
De Tweede Javaanse Successieoorlog was een oorlog die woedde van 1719 tot 1722 op Java.
In 1719 stierf de door de VOC gesteunde susuhunan van Mataram Pakubuwono I van Surakarta. Hij liet de troon na aan zijn zoon Amangkurat IV van Mataram. Deze had een tweetal broers, Blitar en Purbaya, die in juni 1719 met geweld ook aanspraak op de troon maakten. Prins Arya Mataram, een broer van Pakubuwono I, riep zich tegelijkertijd in Japara uit tot sultan. De regent van Surabaya kwam eveneens in opstand. Amangkurat IV riep hierop de hulp in van de VOC. In de daaropvolgende jaren moest de VOC herhaaldelijk diensten aan Amangkurat IV verlenen, en pas nadat de opstandelingen gevangen waren genomen en in ballingschap naar Ceylon waren gestuurd  kon deze in 1722 onbetwist over Mataram regeren. Maar prins Purbaya werd door de VOC in Batavia achter de hand gehouden als een mogelijke kandidaat voor de troon van Mataram, mocht Amengkurat niet aan zijn verplichtingen ten opzichte van de VOC voldoen.  De VOC bedong namelijk als betaling voor de door haar verleende diensten gedwongen peperleveranties van Mataram aan de Nederlanders. Amangkurat IV overleed in 1725. Diens opvolger Pakubuwono II van Soerakarta kon de troon van Mataram zonder strubbelingen overnemen.
(voorspel: Trunajaya-opstand, 1677–1681) · Eerste Javaanse Successieoorlog (1703–1707) · Tweede Javaanse Successieoorlog (1719–1722) · Derde Javaanse Successieoorlog (1749–1755)